# Irreemplazable
Irreemplazable es el primer extended play (EP) de la cantante estadounidense de rhythm and blues Beyoncé. Fue lanzado al mercado en abril de 2007 como parte de la edición de lujo del segundo álbum de estudio de Beyoncé, B'Day (2006), y luego por separado en septiembre del mismo año por la compañía discográfica Columbia Records. El EP contiene varias canciones regrabadas de B'Day. Un DVD también fue publicado junto a las copias distribuidas en Walmart, el cual muestra el detrás de escenas en la producción y varias presentaciones de Beyoncé en diferentes lugares, además de un vídeo musical de «Get Me Bodied».
Irreemplazable recibió una crítica variada por parte de Andy Kellman de Allmusic, quien analizó su falta de contenido y el hecho de que el EP fue lanzado varios meses después de la edición de lujo de B'Day, y una reseña positiva de Dave Gospell de Ciao! Irreemplazable alcanzó el puesto número 105 en la lista Billboard 200 y hasta 2010 ha vendido 57 000 copias en los Estados Unidos. También apareció en las listas Top R&B/Hip-Hop Albums, Top Latin Albums y Latin Pop Albums.

## Antecedentes y producción
| «Yo crecí en Houston, Texas, así que estaba rodeada del español [el idioma]; lo tomé en la escuela, pero se me olvidó por completo. [...] Tuve el mejor entrenador, lo hice fonéticamente, cada frase la grabé quizás cuatro veces. [...] Eso es un gran elogio [por parte de la crítica]». —Beyoncé hablando sobre la grabación del EP. |

Beyoncé nació y creció en Houston, Texas, en donde estaba rodeada del idioma español, el cual aprendió, pero luego olvidó. Durante la grabación del EP, Beyoncé estaba planeando tomar clases de castellano y volvió a estudiarlo «imitando los sonidos». Al respecto, la cantante dijo durante la grabación: 

«Este es un gran honor para mí ser capaz de conectarme con todos mis fanáticos. Me divertí mucho cantando en español. Me recordó al crecer en Houston».

Beyoncé también aseguró: «Muchos de mis fanáticos latinos me dijeron "Oh, deberías hacer más canciones en español"». Según un editor de El Universal, la idea del EP surgió cuando Destiny's Child, conformado por Beyoncé, Kelly Rowland y Michelle Williams, cantó «Quisiera ser» en los Grammys con Alejandro Sanz en 2002. John Wenzel de The Denver Post interpretó el lanzamiento de Irreemplazable como «un esfuerzo para cumplir con el creciente mercado de la música en español». De acuerdo con una entrevista realizada por Peter Castro de People en Español a Beyoncé, el EP está influenciado por el legado de Selena, y otras cantantes latinas como Jennifer Lopez y Shakira. Beyoncé contactó a Rudy Pérez para ayudarle con la traducción de la letra de varias canciones. De acuerdo con la cantante, tuvo a varios amigos como entrenadores vocales, incluyendo a una amiga cubana suya y Pérez. Beyoncé grabó Irreemplazable durante los ensayos de su segunda gira mundial, The Beyoncé Experience, a finales de 2006 y principios de 2007.

## Lanzamiento y contenido

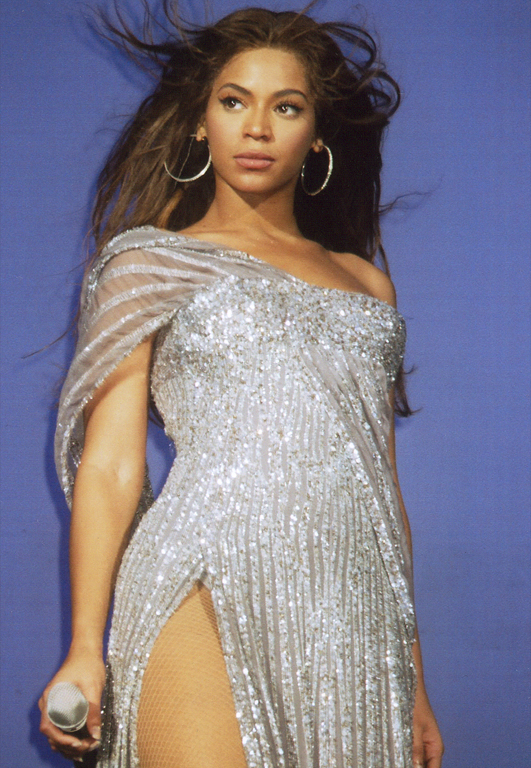
Beyoncé durante su gira The Beyoncé Experience en 2007.

A finales de 2006, Beyoncé anunció que su dueto con Shakira, «Beautiful Liar», sería incluido en una nueva edición de B'Day. Más tarde, en marzo de 2007, se anunció que esa edición contendría dos discos: uno en inglés y otro en español. Irreemplazable se lanzó como el disco extra en la edición de lujo de B'Day el 3 de abril de 2007, antes de ser puesto a la venta por separado por Columbia Records el 28 de agosto del mismo año. No obstante, iTunes Store comenzó a venderlo un día antes. La remezcla de «Get Me Bodied» solo estaba disponible en la versión individual del EP. La versión en español de «Irreplaceable» fue lanzada como el único sencillo del EP el 17 de julio. El 2 de agosto, Beyoncé apareció en Mi TRL de MTV Tr3́s y mostró un especial del detrás de escenas titulado Making of the Spanish EP.
Irreemplazable abre con «Amor gitano», un dúo con Alejandro Fernández, originario de su decimoquinto álbum de estudio, Viento a favor (2007). Es una canción flamenco-pop y su letra habla acerca de un amor melodramático. «Oye» es la versión en español del tema original de la película Dreamgirls, «Listen»; se describe como una «balada clásica» en donde la voz de Beyoncé «se muestra en todo su esplendor». La pista que le da el título al EP, «Irreemplazable», es la versión en español de «Irreplaceable», una canción que tuvo mucho éxito en su versión en inglés, que «se centra en la fuerza de las mujeres y tiene ese pequeño toque de feminismo». También aparecen tres diferentes versiones de «Beautiful Liar»: la traducción en español «Bello embustero», la remezcla original con Shakira, y la versión spanglish, en donde Beyoncé se acredita bajo su seudónimo Sasha. Irreemplazable cierra con dos remezclas diferentes: una versión norteña de «Irreemplazable» y un remix con Voltio de «Get Me Bodied», realizado por Timbaland. Un DVD exclusivo publicado en las tiendas Walmart acompaña al EP; titulado Beyoncé en español: La evolución latina de Beyoncé, muestra el detrás de escenas en la producción del EP, los ensayos de la gira The Beyoncé Experience y la presentación spanglish de «Irreemplazable» en The Early Show.

## Recepción
Andy Kellman de Allmusic le dio al EP dos estrellas y media de cinco y afirmó que «no hay mucho para el disco», manifestó que era innecesario, y concluyó: «si eres un fanático hasta morir de Beyoncé, probablemente te sentirás un poco sacudido - especialmente si compraste B'Day cuando se publicó en septiembre de 2006 y [luego] la edición de lujo siete meses después, sólo para descubrir que el material adicional vendría más adelante por su cuenta (¡con una pista no [incluida] en el segundo disco de la edición de lujo!)». Kellman seleccionó a «Amor gitano», «Irreemplazable» y la remezcla de «Get Me Bodied» como las canciones destacadas del EP. Dave Gospell de Ciao! le dio a Irreemplazable una reseña positiva, y sostuvo que Beyoncé está «más cercana al público latino», y lo describió como «una clave fundamental del proceso de universalización» para que Beyoncé se convierta en la reina del R&B, luego de una breve descripción de los temas incluidos.
Irreemplazable debutó en la lista Billboard 200 en el número 105, el 15 de septiembre de 2007, con ventas de 6000 copias en su primera edición. Permaneció tres semanas en el conteo. El EP entró en el número cuarenta y uno en la lista Top R&B/Hip-Hop Albums, también el 15 de septiembre, y permaneció cinco semanas allí. Irreemplazable también estuvo en varias listas latinas: llegó a la casilla número tres en el Top Latin Albums y a la posición dos en el Latin Pop Albums, ambas en la misma semana. Hasta el 6 de octubre de 2010, Irreemplazable había vendido 57 000 copias en los Estados Unidos.

## Lista de canciones
| Disco uno: Irreemplazable |                                                     |                                                                                              |                                            |          |  |
| N.º                       | Título                                              | Escritor(es)                                                                                 | Productor(es)                              | Duración |  |
| 1.                        | «Amor gitano» (junto a Alejandro Fernández)         | Beyoncé Knowles, Jaime Flores, Reyli Barba Arrocha                                           | B. Knowles, Pérez                          | 3:48     |  |
| 2.                        | «Oye»                                               | B. Knowles, Henry Krieger, Scott Cutler, Anne Preven, Rudy Pérez                             | The Underdogs, B. Knowles, Pérez           | 3:41     |  |
| 3.                        | «Irreemplazable»                                    | B. Knowles, Mikkel S. Eriksen, Tor Erik Hermansen, Espen Lind, Amund Bjørklund, Ne-Yo, Pérez | Stargate, B. Knowles, Ne-Yo, Pérez         | 3:48     |  |
| 4.                        | «Bello embustero»                                   | B. Knowles, Eriksen, Hermansen, Amanda Ghost, Ian Dench, Pérez                               | Stargate, B. Knowles, Pérez, Eduardo Cabra | 3:20     |  |
| 5.                        | «Beautiful Liar» (con Shakira)                      | B. Knowles, Eriksen, Hermansen, Ghost, Dench                                                 | Stargate, B. Knowles, Pérez                | 3:01     |  |
| 6.                        | «Beautiful Liar» (versión spanglish)                | B. Knowles, Eriksen, Hermansen, Ghost, Dench, Pérez                                          | Stargate, B. Knowles, Pérez, Cabra         | 3:21     |  |
| 7.                        | «Irreemplazable» (Remezcla norteña)                 | B. Knowles, Eriksen, Hermansen, Lind, Bjørklund, Ne-Yo, Pérez                                | Pérez                                      | 3:50     |  |
| 8.                        | «Get Me Bodied» (Remezcla de Timbaland; con Voltio) | B. Knowles, Solange Knowles, Swizz Beatz, Julio Voltio, Sean Garrett, Makeba, Angela Beyincé | Timbaland                                  | 6:14     |  |

| Disco dos: DVD (Región 1) |                                                                          |          |  |
| N.º                       | Título                                                                   | Duración |  |
| 1.                        | «Beyoncé en español: La evolución latina de Beyoncé» (Detrás de escenas) | 21:34    |  |
| 2.                        | «Get Me Bodied» (Vídeo musical; remezcla de Timbaland)                   | 6:13     |  |

## Listas
| País (Lista)                            | Mejor posición |
| --------------------------------------- | -------------- |
| Estados Unidos (Billboard 200)          | 105            |
| Estados Unidos (Top R&B/Hip-Hop Albums) | 41             |
| Estados Unidos (Top Latin Albums)       | 3              |
| Estados Unidos (Latin Pop Albums)       | 2              |

## Créditos y personal
Créditos adaptados a partir de las notas de Irreemplazable.
- April Baldwin: A&R
- Aaron Brougher: A&R
- Eduardo Cabra: producción musical
- Olgui Chirino: producción vocal
- Alejandro Fernández: voz y artista invitado
- Max Gousse: A&R
- Juli Knapp: A&R
- Beyoncé Knowles: producción ejecutiva, musical y vocal, voz y artista principal
- Mathew Knowles: A&R, producción ejecutiva y administración
- Solange Knowles: composición
- Ne-Yo: producción musical
- Rudy Pérez: producción musical, vocal y remezcla
- Shakira: voz y artista invitada
- Julio Voltio: voz, artista invitado y composición
- Timbaland: producción musical
- The Underdogs: producción musical